# Phyllis Reynolds Naylor
Phyllis Reynolds Naylor (Anderson, Indiana, 4 de janeiro de 1933) é uma escritora estadunidense mais conhecida por ser a autora da trilogia para crianças Shiloh (vencedor da Newbery Medal de 1992), Shiloh Season e Saving Shiloh, todos transformados em filmes.
Escreveu já mais de uma centena de livros, entre os quais se contam os da série "Alice", publicada pela Editorial Verbo, que recebeu o prémio Notable Children’s Books atribuído pela Associação de Bibliotecários Americanos. Com este novo livro – Shiloh, o primeiro de uma trilogia – a autora recebeu a Medalha de Ouro John Newsbery para a melhor obra de Literatura Infanto-Juvenil Americana publicada em 1992.
Os livros de Phyllis Reynolds Naylor apareceram nas listas anuais de livros mais desafiantes com maior frequência que qualquer outro autor do século XXI.

## Obras
| - How I Came to Be a Writer - Crazy Love: An Aubtobiographical Account of Marriage and Madness - The Keeper - Night Cry - Collections - Grasshoppers in the Soup (1965) - The Galloping Goat and Other Stories (1965) - Knee Deep in Ice Cream (1967) - Dark Side of the Moon (1969) - The Private I, and Other Stories (1969) - Ships in the Night (1970) - Never Born a Hero (1982) - A Triangle Has Four Sides (1984) - What the Gulls Were Singing - Alice series - The Agony of Alice (1985) - Alice in Rapture, Sort of (1989) - Reluctantly Alice (1991) - All but Alice (1992) - Alice in April (1993) - Alice in-Between (1994) - Alice the Brave (1995) - Alice in Lace (1996) - Outrageously Alice (1997) - Achingly Alice (1998) - Alice on the Outside (1999) - The Grooming of Alice (2000) - Alice Alone (2001) - Simply Alice (2002) - Starting With Alice (2002) (prequela) - Alice in Blunderland (2003) (prequela) - Patiently Alice (2003) - Including Alice (2004) - Lovingly Alice (2004) (prequela) - Alice on Her Way (2005) - Alice in the Know (2006) - Dangerously Alice (2007) - Almost Alice (2008) - Intensely Alice (2009) - Alice in Charge (2010) - Incredibly Alice (2011) - Alice on Board (2012) - Now I'll Tell You Everything (2013) - Shiloh series - Shiloh (1991) - Shiloh Season (1996) - Saving Shiloh (1997) - A Shiloh Christmas (2015) - Colecção KittyCat Pack - The Grand Escape de Phyllis Reynolds Naylor e Alan Daniel (1993) - The Healing of Texas Jake de Phyllis Reynolds Naylor e Alan Daniel (1997) - Carlotta's Kittens de Phyllis Reynolds Naylor e Alan Daniel (2000) - Polo's Mother de Phyllis Reynolds Naylor e Alan Daniel (2005) | - Colecção Hatfords and Malloys - The Boys Start the War (1992) - The Girls Get Even (1993) - Boys Against Girls (1994) - The Girls' Revenge (1998) - A Traitor Among the Boys (1999) - A Spy Among the Girls (2000) - The Boys Return (2001) - The Girls Take Over (2002) - Boys in Control (2003) - Girls Rule! (2004) - Boys Rock! (2005) - Who Won the War? (2006) - Being Danny's Dog - Danny's Desert Rats (1998) - Ice (1995) - Sang Spell - Beetles, Lightly Toasted - Walker's Crossing (1987) - Eddie, Incorporated (1980) - Colecção The Witch Saga - Witch's Sister (1975) - Witch Water (1977) - The Witch Herself (1978) - The Witch's Eye (1990) - Witch Weed (1991) - The Witch Returns (1992) - the fear place - The Galloping Goat - Jade Green: A Ghost Story (1999) - The Year of the Gopher - The Fear Place - Besseldorf Mysteries - The Mad Gasser of Bessledorf Street (1983) - The Bodies in the Bessledorf Hotel (1986) - Bernie Magruder & the Haunted Hotel (1990) - Bernie and the Bessledorf Ghost (1993) - Bernie Magruder & the Drive-Thru Funeral Parlor (1993) - Bernie Magruder and the Bus Station Blow-Up (1996) - Bernie Magruder and the Parachute Peril (1999) - Bernie Magruder and the Pirate's Treasure (1999) - Bernie Magruder and the Case of the Big Stink (2001) - Bernie Magruder & the Bats in the Belfry (2003) - York Trilogy - Shadows on the Wall (1980) - Faces in the Water (1981) - Footprints at the Window (1981) - Picture books - Meet Murdock (1969) - How Lazy Can You Get? (1979) - All Because I'm Older (1981) - The Boy with the Helium Head (1982) - Old Sadie and the Christmas Bear (1984) - The Baby, the Bed, and the Rose (1987) - Keeping a Christmas Secret (1989) - King of the Playground (1991) - Ducks Disappearing (1996) - I Can't Take You Anywhere! (1997) - Sweet Strawberries (1999) - Roxie and the Hooligans (2006) - Cuckoo Feathers (2006) - Faith, Hope, and Ivy June - Going Where It's Dark (2016) |